# Kallima sylvia
Kallima sylvia is een vlinder uit de familie Nymphalidae. De wetenschappelijke naam van de soort is voor het eerst geldig gepubliceerd in 1776 door Pieter Cramer.